# 鄺美寶
- 關於香港導演葉念琛2006年執導電影中的女主角名稱，請見「獨家試愛」。
- 關於香港導演葉念琛2007年執導電影中的女主角名稱，請見「十分愛」。
- 關於香港導演葉念琛2008年執導電影中的女主角名稱，請見「我的最愛 (電影)」。

鄺美寶（英語：Mabel Kwong Mei-Bo，1954年—2018年9月6日），本名樊蕙，香港女演員及模特兒，曾獲封「香港第一代名模」。

## 生平
鄺美寶為1970年代香港名模， 於1974年加入影壇，處女作為由陸邦執導的《花花公子》（1974）。其後接拍電影如《失業生》（1981；霍耀良執導）、《夜驚魂》（1982；梁普智執導）、《無名火》（1984；梁家仁執導）、《上天救命》（1984；姜大衞執導）等。1984年，參演由黎大煒執導、鬼片《猛鬼出籠》（1983）之續集《艷鬼發狂》，與王小鳳飾演女艷鬼，為鄺氏影壇代表作。1985年，拍畢電影《花女情狂》（何藩執導）後息影，合共參演了17部電影。息影後，鄺氏赴美國定居，閒暇時方返回香港度假。
1980年，鄺美寶與演員呂良偉於拍攝電影《大控訴》（1981；馮意清執導）時開始交往，二人相戀3年後分手。
2018年9月6日，鄺美寶因肺癌病逝，死訊由香港著名粵語片演員張瑛之子張煒公佈。據張氏憶述，鄺氏生前常與因合作電影《失業生》而認識的好友如張國榮、陳百強等到中環蘭桂坊消遣。

## 流行文化
香港導演葉念琛所執導之電影《獨家試愛》（2006）、《十分愛》（2007）、《我的最愛》（2008）及《天生愛情狂》（2012）中，當中女主角名稱皆作鄺美寶，首三齣電影由鄧麗欣飾演此角，《天生愛情狂》則由劉心悠飾演。然而，此名與鄺美寶本人並無關係。

## 電影作品
| 年分 | 片名               | 角色   | 導演           | 合作演員                                     | 備註                         |
| ---- | ------------------ | ------ | -------------- | -------------------------------------------- | ---------------------------- |
| 1974 | 花花公子           |        | 陸邦           | 鄧光榮、江楓、汪萍、唐菁、沈殿霞             |                              |
| 1975 | 醒目雙星香港淘金記 |        | 孫仲           | 何守信、宗華、李道洪、苗可秀                 | 電影又名：香港淘金記         |
| 1975 | 香港超人大破摧花黨 |        | 丁善璽         | 梁小龍、張艾嘉、馮淬帆、石天                 |                              |
| 1976 | 風流小子           |        | 張森           | 黎小田、舒雅頌、劉緯民、林建明               |                              |
| 1981 | 大控訴             |        | 馮意清         | 呂良偉、黃樹棠、劉丹、鄭則仕                 | 電影又名：省港怒吼           |
| 1981 | 失業生             |        | 霍耀良         | 張國榮、陳百強、鍾保羅                       |                              |
| 1981 | 舞廳               |        | 黃志強         | 陳惠敏、徐少強、鄭則仕                       | 電影又名：殺戮舞場           |
| 1982 | 夜驚魂             | Suzi   | 梁普智         | 張艾嘉、艾迪、鄭則仕、任達華、金燕玲         |                              |
| 1982 | 花劫               |        | 何藩           | 、張天愛、陳莉莉                             | 電影又名：當心色狼           |
| 1983 | 空心大少爺         |        | 陳勳奇         | 陳勳奇、廖偉雄、葉蒨文、黃韻詩、午馬         |                              |
| 1984 | 無名火             |        | 梁家仁         | 梁家仁、陳惠敏、劉松仁、夏文汐               | 電影又名：英雄鬥魂           |
| 1984 | 上天救命           | 包黛麗 | 姜大衞         | 曾志偉、鍾楚紅、吳耀漢、秦祥林、黃韻詩、秦沛 |                              |
| 1984 | 風流冤鬼           |        | 招振強、李泰亨 | 劉永、錢慧儀、顧冠忠                         |                              |
| 1984 | 艷鬼發狂           |        | 黎大煒         | 蕭玉龍、王小鳳、黃夏蕙                       | 電影《猛鬼出籠》（1983）續集 |
| 1985 | 偷情               |        | 楊駿邦、崔永喆 | 陳惠敏、金燕玲、盧大偉                       | 電影又名：火爺               |
| 1985 | 妙探孖寶           | Mabel  | 唐偉成         | 劉家輝、太保、曹查理、徐少強                 | 電影又名：妙探雙寶、有牌流氓 |
| 1985 | 花女情狂           |        | 何藩           | 玄智慧、方怡珍、連偉健、曹查理               | 電影又名：豪放花女情         |

## 其他演出
- 廉政先鋒第一輯：禿鷹行動
- 音樂錄影帶：
  - 1985年：譚詠麟〈火美人〉

## 外部連結
- 鄺美寶在互联网电影资料库（IMDb）上的資料（英文）
- 鄺美寶在香港影庫上的簡介
- 烂蕃茄上的鄺美寶